# 三木合戰
三木合戰，是日本戰國時代時，天正6年（1578年）起發生在播磨國三木城的一連串戰事。是織田信長派遣羽柴秀吉進行的中國征伐其中一場戰事，主要是針對背叛織田家的別所長治進行征伐，因為秀吉採用斷糧戰術迫使三木城開城投降而聲名大噪。

## 背景
三木城主別所長治作為播磨國的有力豪族，早在天正3年（1575年）便曾參見織田信長表示臣服。但基於對織田信長委派負責中國征伐的羽柴秀吉不滿，加上織田家又攻擊妻子的娘家丹波國波多野氏，因此別所長治接受毛利輝元的策反，在天正6年（1578年）2月，別所長治正式反出織田家引7000-8000兵力守城，播磨豪族三木通秋等亦相繼呼應起事，從海路運送兵糧進入三木城，為阻止事態惡化，羽柴秀吉也接受黑田孝高的建議在3月出兵反制，而，別所家內親織田家的重臣別所重棟亦出奔投效羽柴秀吉。

## 經過
羽柴秀吉包圍三木城起初，先在三木城下放火且觀察地勢，確定無法迅速攻下後便留下胞弟羽柴秀長監視，將本陣移往書寫山，三木城兵一度企圖出城攻擊秀長軍，卻被別所賀相制止。別所長治也在四月一日進攻織田方的公卿冷泉為純父子所在的嬉野城，殺死冷泉為純父子，秀吉也分兵進攻別所長治的支持者跟家臣，在4月3日攻擊野口城，雖一度失利，秀吉持續連攻三日，城將長井四郎左衛門終於不敵投降，但因為毛利輝元率大軍進攻尼子勝久所在的上月城，羽柴秀吉被迫將主力軍移往跟織田信忠會合，與毛利軍對峙（上月城之戰）。

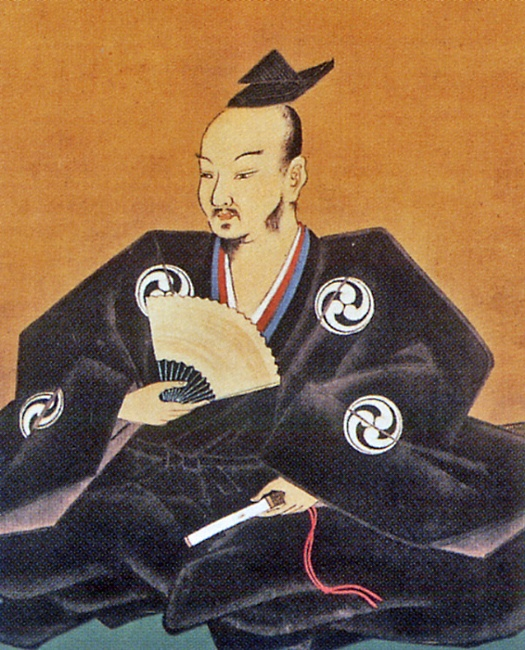
別所長治画像

在上月城的戰況陷入膠著後，羽柴秀吉跟荒木村重在6月時將陣地轉移至書寫山，織田信忠率領織田信包、織田信孝與丹羽長秀、佐久間信盛、林秀貞、細川藤孝共三萬兵馬轉往攻打神吉城，織田信雄則轉往包圍志方城，羽柴秀吉也分出弟弟羽柴秀長進攻但馬，順利入主竹田城，為監視明石至高砂一帶的海路，織田信長也調配織田信澄跟萬見重元進行監視。
7月15日，瀧川一益跟丹羽長秀以金堀眾和大鐵砲（重型火绳枪）攻入東郭，摧毀城池的塀、櫓，荒木村重攻打西郭，最後城將神吉藤大夫透過佐久間信盛請降，織田軍拿下神吉城，神吉家臣神吉藤大夫殺死城主神吉民部後獻城投降，神吉城交由羽柴秀吉鎮守。神吉城失陷後，遭到織田信雄跟細川藤孝包圍的志方城主櫛橋政伊在8月10日也表示降伏，羽柴秀吉在三木城周遭廣建付城，加強對三木城的包圍，織田信忠則在八月時退兵，僅留下羽柴秀吉軍持續包圍三木城。
9月時，別所長治察覺秀吉方兵力減少，命令別所賀相跟別所治定出城攻擊秀吉軍中村一氏的陣地，秀吉及時出兵馳援，別所賀相跟別所治定轉而襲擊秀吉本陣，結果卻被羽柴秀長擊破，別所家臣久米久勝、志水直近戰死，別所賀相逃回三木城。毛利輝元為救援三木城，派遣數百艘战船想從明石、魚住一線救援，羽柴秀吉發現此事後，又在三木城至魚住一帶建築三十多個小壘、城櫓，阻斷毛利軍的輸送。同年10月，織田家重臣荒木村重突然在有岡城舉兵叛變，讓毛利軍可以通過海路由攝津的花隈城、丹生山城對三木城進行補給，為討伐荒木村重，織田信長調動大軍進入攝津國攻打荒木方的城池（有岡城之戰），播磨豪族小寺政職也呼應荒木村重起事倒戈毛利方，羽柴秀吉也分出部分兵力協助攻打荒木村重，但在織田軍完成對荒木村重的包圍後，信長又調遣佐久間信盛、明智光秀、筒井順慶進入播磨協助包圍三木城的戰線，進行兵糧、火绳枪、彈藥的補充和付城的增築。羽柴秀吉也派遣尼子氏遺臣福山茲正順利策反伯耆國的南條元續、小鴨元清兄弟叛出毛利家改投織田家，察覺此事的南條家臣山田重直依然效忠於毛利家，遂在羽衣石城的山田館誘殺福山茲正一族，因此南條元續也出兵攻打山田重直的堤城，山田重直不敵下棄城逃往安藝。

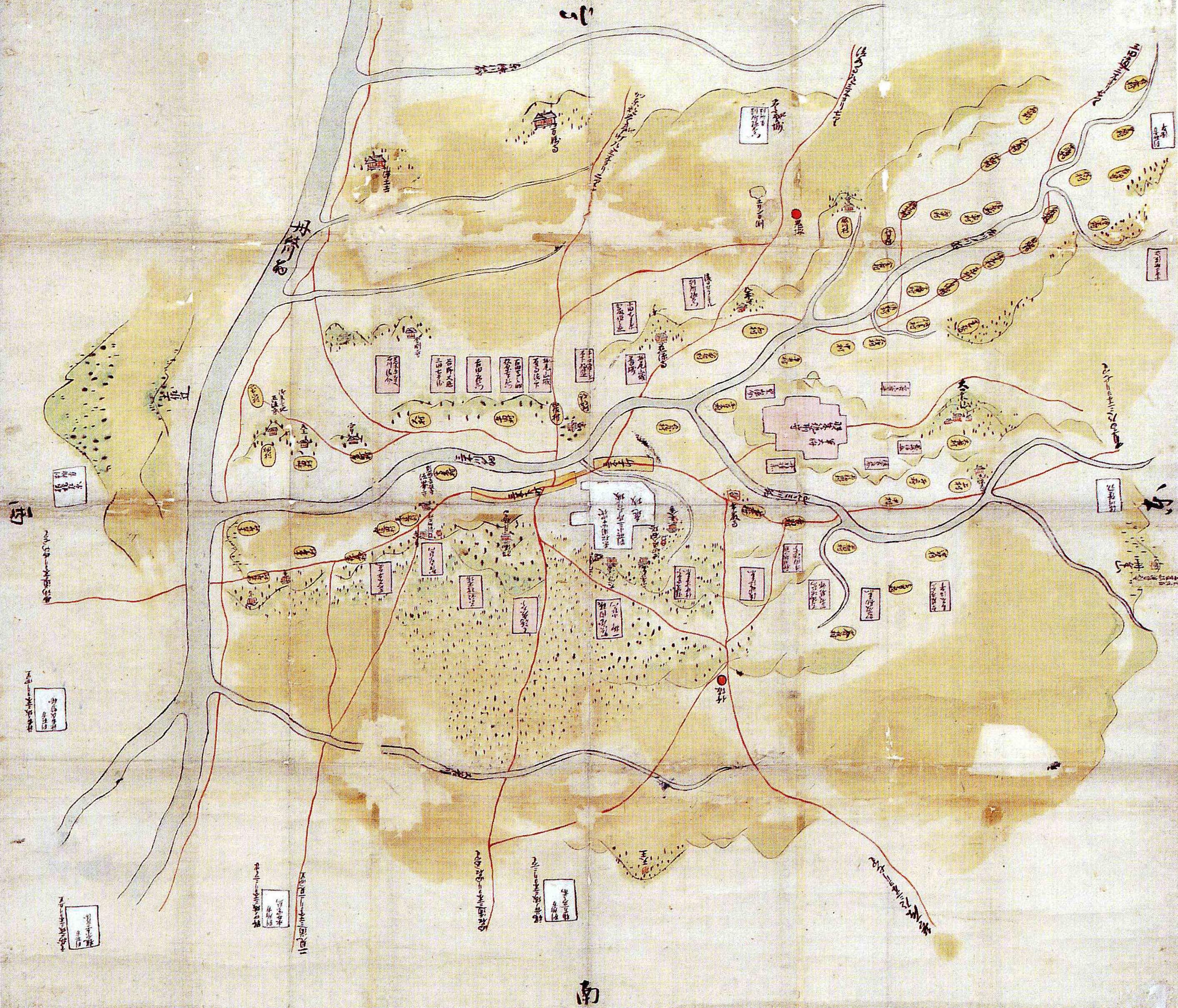
羽柴秀吉三木城包圍圖

天正7年（1579年）2月6日，別所長治組織2500兵馬出城襲擊羽柴秀吉軍，結果在平山合戰中反被秀吉軍擊潰，陣亡武將35人，士兵780人，甚至別所長治親弟別所治定亦戰死，羽柴秀吉隨即轉往進攻攝津丹生山城，趁風雨夜襲，拿下城池，並燒毀供糧給三木城的明要寺，4月時織田信長也再度調遣織田信澄、丹羽長秀、前田利家、佐佐成政、原長賴、金森長近、堀秀政、筒井順慶進入播磨助戰，強化增築包圍三木城的付城，4月18日時三木城兵也出城攻撃織田信忠的陣地，反被信忠軍討取數十人，織田信忠也順利在三木城周遭新建六個砦，並發兵逼近小寺政職的御着城在城外放火。秀吉軍在5月時也拿下海藏寺砦。別所方的高砂城主梶原景行也受到黑田孝高勸誘，投降羽柴秀吉，但秀吉軍的謀臣竹中重治也在6月時病故
但羽柴秀長在6月進攻淡河城時卻遭到城主淡河定範的頑強的激烈抵抗，並用母馬衝陣打亂秀長軍，伺機殺去擊潰羽柴秀長，使羽柴秀吉短時間內沒法攻陷此城，但淡河定範取勝後，認為難以應付秀吉軍下一波的進攻，便放棄淡河城，率軍進入三木城協防。9月時，宇喜多直家正式反叛毛利家投效織田家，為切斷毛利軍對三木城的兵糧輸送，羽柴秀吉又阻斷三木城跟魚住城的交通，監視三木城的付城總共建立三十多座。別所長治鑑於三木城中兵糧漸少，跟毛利軍取得聯繫，趁著秀吉軍人數不多時，輸送兵糧入城，因此毛利方以生石中務的大將經水路襲擊三木城西側的平田陣地，織田家臣谷衛好奮戰身亡，別所家臣別所賀相也率軍3000出城呼應，攻打秀吉軍陣地大村，而羽柴秀吉也率軍反擊，順利擊破毛利、別所聯軍，別所甚大夫、別所三大夫、別所左近尉、三枝小太郎、淡河定範等將領戰死，毛利軍陣亡800多人。
而三木城周遭的教海寺，也因為藉由美嚢川支流的脇川用竹筒裝米偷偷將順水流送入三木城中，結果被羽柴軍發現，遭到秀吉下令焚毀。
天正8年（1580年）1月，羽柴秀吉持續進攻三木城的支城，在1月6日進攻別所長治親弟別所友鎮守的宮上砦，1月11日攻打重臣別所吉親鎮守鷹尾山城，順利收攏對三木城的包圍，而三木城中因為糧食斷缺，也出現大量餓死者，秀吉遂派遣別所重棟在14日與城中進行聯繫，別所長治與別所友之、別所吉親等一族自盡，換取城兵安全，開城投降。